# 庫爾蒂奇
庫爾蒂奇是羅馬尼亞的城鎮，位於該國西部，距離首府阿拉德19公里，毗鄰與匈牙利接壤的邊境，由阿拉德縣負責管轄，海拔高度103米，2009年人口8,128，大多數居民信奉東正教。